# Diplodina coloradensis
Diplodina coloradensis är en svampart som beskrevs av Ellis & Everh. 1895. Diplodina coloradensis ingår i släktet Diplodina och familjen Gnomoniaceae.   Inga underarter finns listade i Catalogue of Life.